# A Águia

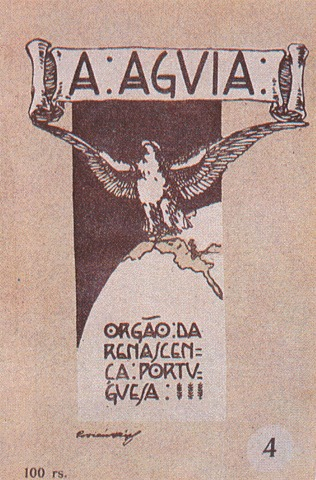
Copertina della rivista A Águia

A Águia (in italiano, L'Aquila) fu una rivista portoghese di cultura, letteratura e critica, pubblicata quindicinalmente e mensilmente dal 1910 al 1932. A partire dal 1912, fu l'organo ufficiale del movimento intellettuale della Renascença Portuguesa. 

## Contesto e obiettivi
A Águia si propose di riunire un disperso ed eterogeneo numero di intellettuali portoghesi nel periodo di transizione rivoluzionaria tra la fine della monarchia e l'inizio della Prima Repubblica Portoghese, nel 1910. In questo clima repubblicano, la revista A Águia veicolò, soprattutto negli Anni 1910, un eterogeneo sforzo culturale ed estetico di carattere nazionalista, con elementi neoromantici, che si sostanziò nel tentativo programmatico e filosofico della Renascença Portuguesa, atto a riscoprire, ridefinire e riaffermare l'identità culturale nazionale attorno all'ideale saudosista del poeta e pensatore Teixeira de Pascoaes, che di tale movimento e della rivista fu vate.

## Collaboratori
Tra i molti autori che collaborarono o pubblicarono testi inediti su A Águia figurano altri nomi di spicco della letteratura e della cultura portoghese contemporanea, come i poeti Fernando Pessoa (che esordì proprio su tale rivista nel 1912, nelle vesti di pensatore e critico letterario) e Mário Beirão, i filosofi Leonardo Coimbra, Agostinho da Silva e Delfim Santos, e il critico letterario Adolfo Casais Monteiro. Altri nomi rilevanti sono quelli degli scrittori e pensatori Teixeira Rego, Gomes Leal, Raul Proença, António Sérgio e Jaime Cortesão. Questi ultimi tre, in seguito, animarono un'altra importante rivista portoghese, Seara Nova, a partire dagli Anni 1920.